# Kakhakn
Kakhakn (en arménien Կախակն ; anciennement Karayman et Sovietakend) est une communauté rurale du marz de Gegharkunik, en Arménie. Elle compte 528 habitants en 2008.